# سقنقور أزرق اللسان الشائع
السَقَنْقُور الأزرق اللسان الشائع أو العظاءة الشرقية زرقاء اللسان هو نوع من السقنقور. موطنه الأصلي أستراليا وجزيرة تانيمبار الإندونيسية.